# Подносов, Игорь Валентинович
Игорь Валентинович Подносов (род. 28 января 1962 года, Хабаровск) — советский теннисист (настольный теннис). Бронзовый призёр чемпионата Европы (1982). Многократный чемпион СССР. Мастер спорта СССР международного класса. Заслуженный тренер России]. Член исполкома Федерации настольного тенниса России.

## Биография
Родился 28 января 1962 года в Хабаровске. В 12 лет переехал вместе с родителями в Краснодар, который позднее представлял на всесоюзных соревнованиях.
Многократный чемпион СССР в одиночном, парном и смешанном разрядах (всего 15 медалей разного достоинства). 2-кратный победитель Кубка СССР. Чемпион Спартакиады народов РСФСР. Бронзовый призёр чемпионата Европы в паре с Валентиной Поповой (1982).
Главный тренер мужской сборной на Олимпиадах в Афинах (2004) и Пекине (2008).
Живёт в Краснодаре. Директор СДЮСШОР настольного тенниса Краснодарского края. 
Женат. Есть две дочери — Евгения и Анастасия.